# Eutelia vittalba
Eutelia vittalba là một loài bướm đêm trong họ Noctuidae.